# Armadillidium narentanum
Armadillidium narentanum är en kräftdjursart som beskrevs av Karl Wilhelm Verhoeff 1907. Armadillidium narentanum ingår i släktet Armadillidium och familjen klotgråsuggor. Inga underarter finns listade i Catalogue of Life.